# 卡塔日娜·德·拉扎里-拉德克
卡塔日娜·德·拉扎里-拉德克（1975年8月7日—）是一位波兰功利主義哲学家，罗兹大学助理教授，主要作品有入选牛津通识读本的《功利主义》（Utilitarianism，与彼得·辛格合著）等。